# Tirpersdorf
Tirpersdorf är en kommun och ort i Vogtlandkreis i förbundslandet Sachsen i Tyskland. Kommunen har cirka 1 400 invånare.
Kommunen ingår i förvaltningsområdet Jägerswald tillsammans med kommunerna Bergen, Theuma och Werda.